# Dytryk II
Dytryk II (według innych wersji numeracji: III lub IV) (ur. ok. 1130 r., zm. w 1172 r.) – hrabia Kleve od ok. 1147 r.

## Życiorys
Dytryk był synem hrabiego Kleve Arnolda I i Idy, córki księcia Dolnej Lotaryngii Gotfryda VI Brodatego. Był wiernym stronnikiem Hohentaufów.
Żoną Arnolda była Adelajda, córka Gebharda, margrabiego Sulzbachu, bratanica królowej Niemiec Gertrudy z Sulzbachu. Z małżeństwa tego pochodziły m.in. następujące dzieci:
- Małgorzata, żona landgrafa Turyngii Ludwika III Pobożonego,
- Adelajda, żona hrabiego Holandii Teodoryka VII,
- Dytryk III, następca Dytryka II jako hrabia Kleve,
- Arnold, hrabia Heinsbergu, który zarządzał hrabstwem Kleve podczas pobytu Dytryka III na krucjacie, dziad arcybiskupa Kolonii Engelberta z Falkenburga,
- Gerard, prepozyt w Brugii.